# Tyrannochthonius brooksi
Espèce
Tyrannochthonius brooksi est une espèce de pseudoscorpions de la famille des Chthoniidae.

## Distribution
Cette espèce est endémique du Pilbara en Australie-Occidentale,. Elle se rencontre dans des grottes de la chaîne du Cap.

## Description
Les mâles mesurent de 1,34 à 1,35 mm et les femelles de 1,58 à 1,60 mm.

## Étymologie
Cette espèce est nommée en l'honneur de Darren Brooks.

## Publication originale
- Harvey, 1991 : The cavernicolous pseudoscorpions (Chelicerata: Pseudoscorpionida) of Cape Range, Western Australia. Records of the Western Australian Museum, vol. 15, no 3, p. 487-502 (texte intégral).